# Coradion melanopus
Coradion melanopus ist eine Art aus der Familie der Falterfische.

## Merkmale
Coradion melanopus erreicht eine maximale Länge von 15 Zentimetern.
Der Fisch hat einen weißen, hochrückigen und seitlich abgeflachten Körper. Dieser wird von fünf dunklen, senkrechten Bändern überzogen. Eines dieser Bänder, ein dunkelbraunes, verläuft über das Auge sowie den langgestreckten, spitz zulaufenden Mund. Drei weitere Bänder verlaufen über die Körperseiten des Fisches und verfärben sich in Richtung der Rückenflosse orange: Das erste dieser Bänder, ein braunes, bedeckt den Ansatz der Brustflosse, das zweite, ebenfalls braune, Band setzt an das erste an und läuft mit ihm auf Höhe des Bauches zusammen. Das dritte Band ist grau gefärbt und hat orangefarbene Ränder. Es ist breiter als die beiden zuvor genannten Bänder und verbindet die hinteren Teile der Rücken- und Afterflosse. Am Ansatz der Schwanzflosse befindet sich ein schwarzes Band. Sowohl die Brustflossen als auch die Schwanzflosse sind durchsichtig. Die Bauchflossen von Coradion melanopus sind dunkelbraun und relativ groß.
Fische der Art Coradion melanopus weisen im oberen Teil der Rückenflosse einen schwarzen Augenfleck mit weißer Umrandung auf. Im Gegensatz zu anderen verwandten Arten, wie beispielsweise Coradion chrysozonus, besitzen Fische der Art Coradion melanopus noch einen weiteren, kleineren und unschärferen Augenfleck im hinteren Bereich der Afterflosse, welcher der Art den englischen Trivialnamen „twospot coralfish“ eingebracht hat. In Kombination mit dem über die Augen verlaufenden Band schützen die beiden Augenflecken die Fische vor Fressfeinden.
- Flossenformel: Dorsale X/24–27, Anale III/17–18[1]

## Verbreitung
Das Verbreitungsgebiet von Coradion melanopus erstreckt sich über weite Teile des westlichen Pazifiks: Von den Philippinen (abgesehen von Palawan) über das Korallendreieck bis zum Bismarck-Archipel.

## Vorkommen und Verhalten
Coradion melanopus kommt in Küstenriffen vor: Die Fische sind sowohl in geschützten, nur spärlich mit Korallen bewachsenen Lagunen als auch in Außenriffen mit einem großen Vorkommen an Schwämmen und Hydrozoen anzutreffen. Fische der Art Coradion melanopus halten sich in einer Tiefe von 2 bis 50 Metern auf.
Coradion melanopus ernährt sich von Schwämmen, unter anderem von Xestospongia-Arten. Die Fische sind getrenntgeschlechtlich und eierlegend, wobei die Befruchtung außerhalb des Körpers stattfindet. Zur Fortpflanzungszeit sind die Fische paarweise anzutreffen. Sie sind ziemlich widerstandsfähig, was sich darin widerspiegelt, dass sich ihre Population in weniger als 15 Monaten verdoppelt.

## Gefährdung
Coradion melanopus wird gelegentlich für den Aquarienhandel gefangen, was jedoch keine schwerwiegenden Auswirkungen auf die Population zu haben scheint. Die IUCN stuft Coradion melanopus als nicht gefährdet ein.